# Nowaki (Prostki)
Nowaki (deutsch Nowaken, 1938 bis 1945 Brüderfelde) ist ein Dorf in der polnischen Woiwodschaft Ermland-Masuren, das zur Gmina Prostki (Landgemeinde Prostken) im Powiat Ełcki (Kreis Lyck) gehört.

## Geographische Lage
Nowaki liegt im Südosten der Woiwodschaft Ermland-Masuren, 32 Kilometer nordöstlich der einstigen Kreisstadt Johannisburg (polnisch Pisz) und 15 Kilometer südwestlich der jetzigen Kreismetropole Ełk (deutsch Lyck).

## Geschichte
Das nach 1579 Nouacken, nach 1871 Nowacken und bis 1938 Nowaken genannte kleine Dorf wurde im Jahre 1526 gegründet. 
Von 1874 bis 1945 war der Ort in den Amtsbezirk Monethen (polnisch Monety) eingegliedert. Er gehörte zum Kreis Johannisburg im Regierungsbezirk Gumbinnen (ab 1905: Regierungsbezirk Allenstein) in der preußischen Provinz Ostpreußen.
149 Einwohner waren im Jahr 1910 in Nowaken registriert. Ihre Zahl sank leicht bis 1933 auf 146. 
Aufgrund der Bestimmungen des Versailler Vertrags stimmte die Bevölkerung im Abstimmungsgebiet Allenstein, zu dem Nowacken gehörte, am 11. Juli 1920 über die weitere staatliche Zugehörigkeit zu Ostpreußen (und damit zu Deutschland) oder den Anschluss an Polen ab. In Nowacken stimmten 80 Einwohner für den Verbleib bei Ostpreußen, auf Polen entfiel keine Stimme.
Am 3. Juni 1938 wurde Nowaken aus politisch-ideologischen Gründen der Abwehr fremdländisch klingender Ortsnamen in „Brüderfelde“ umbenannt. Die Einwohnerzahl belief sich 1939 auf noch 120.
In Kriegsfolge kam das Dorf 1945 mit dem gesamten südlichen Ostpreußen zu Polen und erhielt die polnische Namensform „Nowaki“. Heute ist es Sitz eines Schulzenamtes (polnisch Sołectwa) und als solches eine Ortschaft innerhalb der Gmina Prostki (Landgemeinde Prostken) im Powiat Ełcki (Kreis Lyck), bis 1998 der Woiwodschaft Suwałki, seitdem der Woiwodschaft Ermland-Masuren zugehörig.

## Religionen
Nowaken war vor 1945 in die evangelische Kirche Groß Rosinsko (1938 bis 1945 Großrosen, polnisch Rożyńsk Wielki) in der Kirchenprovinz Ostpreußen der Kirche der Altpreußischen Union sowie in die römisch-katholische Kirche in Johannisburg (polnisch Pisz) im Bistum Ermland eingepfarrt.
Heute gehört Nowaki katholischerseits zur Pfarrei in Rożyńsk Wielki im Bistum Ełk der Römisch-katholischen Kirche in Polen. Die evangelischen Einwohner halten sich zu den Kirchengemeinden Biała Piska (Bialla, 1938 bis 1945 Gehlenburg) bzw. Ełk (Lyck), die beide Filialgemeinden der Pfarrei in Pisz (Johannisburg) in der Diözese Masuren der Evangelisch-Augsburgischen Kirche in Polen sind.

## Verkehr
Nowaki liegt an einer Nebenstraße, die Rakowo Małe (Köllmisch Rakowen, 1938 bis 1945 Köllmisch Rakau) über Krzywińskie (Krzywinsken, 1938 bis 1945 Heldenhöh) mit Taczki (Tatzken) verbindet. Eine Bahnanbindung existiert nicht. 